# De Ruitersmolen
De Ruitersmolen is een watermolen op de Beekbergse beek in Beekbergen in de Nederlandse gemeente Apeldoorn.

## Geschiedenis
In 1606 stichtte Marten Orges de voorganger van de huidige molen. Dit was een papiermolen. Later werd ook op de andere oever een papiermolen gebouwd. Beide molens stonden bekend als de Ruitersmolens. In de 19e eeuw hadden de molens verschillende eigenaars. De eigenaar van de eerste molen, D. Boks, liet hem in 1843 verbouwen tot korenmolen met twee raderen. De papiermolen brandde in 1864 af.
In 1954 kwam de Ruitersmolen tot stilstand. Hij raakte langzaam in verval, totdat de Stichtingen Hoogeland en Hullenoord de molen van de gemeente kochten en het tot restauratie kwam. In 1985 was de restauratie voltooid.

## Gebruik
Op de eerste verdieping van de molen worden demonstraties papierscheppen verzorgd. In de jaren 1980-1990 werd er op de begane grond op vrijwillige basis graan gemalen. Er zijn twee koppels stenen aanwezig. De Ruitersmolen is regelmatig geopend voor bezichtiging. De molen heeft de status van gemeentelijk monument.

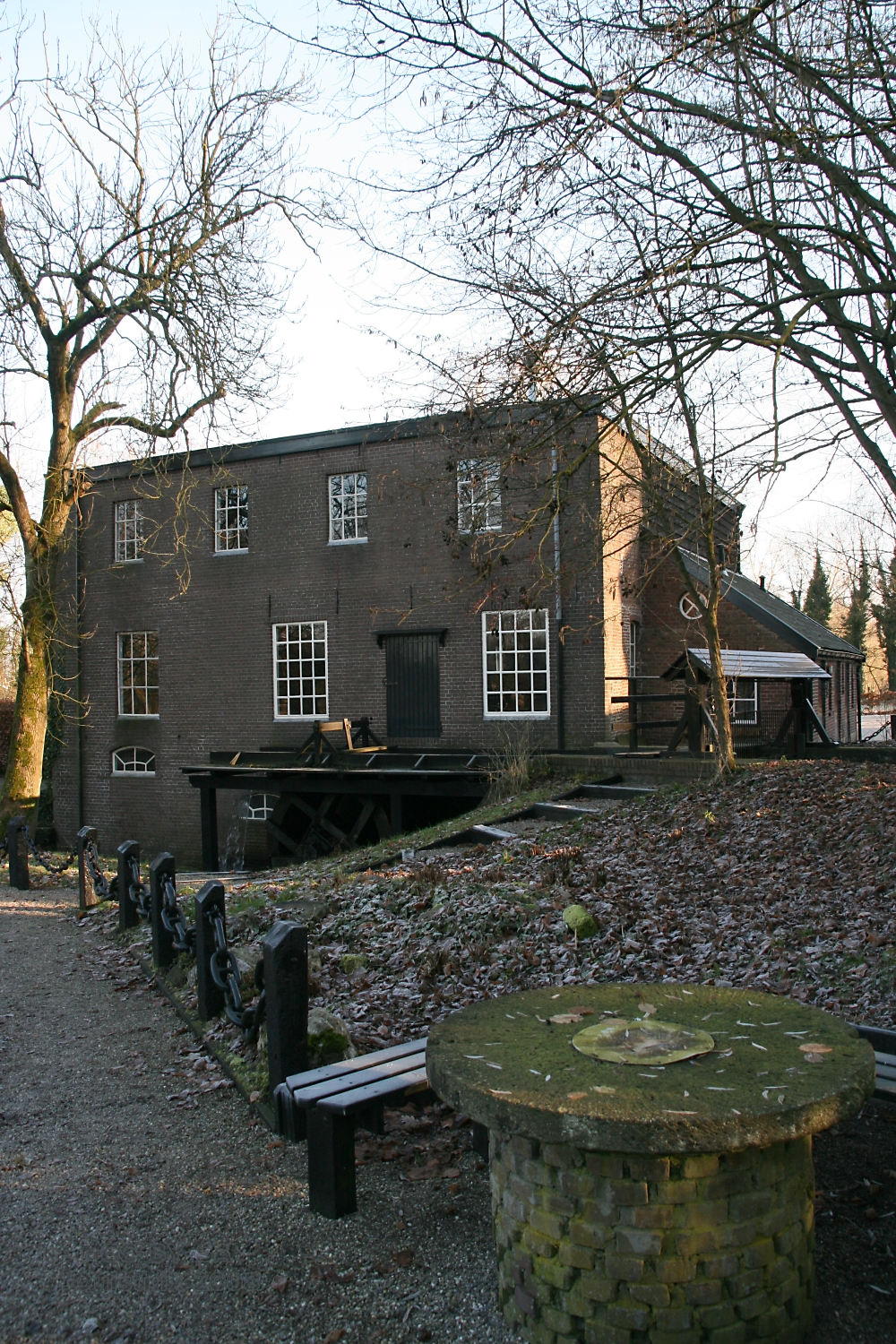
achterzijde